# Nycticleptes lechriodesma
Nycticleptes lechriodesma är en fjärilsart som beskrevs av Turner 1939. Nycticleptes lechriodesma ingår i släktet Nycticleptes och familjen mätare. Inga underarter finns listade i Catalogue of Life.